# Majasaaret (ö i Kannonkoski, Varanen)
Majasaaret är en ö i Finland. Den ligger i sjön Vuosjärvi och i kommunen Kannonkoski i den ekonomiska regionen  Saarijärvi-Viitasaari och landskapet Mellersta Finland, i den centrala delen av landet, 300 km norr om huvudstaden Helsingfors. Öns area är 1,1 hektar och dess största längd är 220 meter i nord-sydlig riktning.  Notera att namnet antyder att det är fråga om flera öar.